# Jean Canard
Pour les articles homonymes, voir Canard (homonymie).
Jean Canard, ou Canardi, ou Canart, né à Foulzy vers 1350 et mort le 7 octobre 1407, est un prélat français du XIVe siècle et du début du XVe siècle. 

## Biographie
Jean Canard est chanoine de Notre Dame à Paris, chanoine et vidame de Reims, prévôt de Saint-Donatien à Bruges et chancelier de Philippe II de Bourgogne. En tant que chancelier, il tint un grand rôle dans la négociation du traité de Tournai en 1385. Juriste réputé, docteur en droit canon et en droit civil, juriste brillant et remarqué, il occupa les fonctions suivantes : avocat au Parlement de Paris, Conseiller du Roi de France, Vidame de Reims, Chancelier de Monseigneur de Bourgogne, Evêque d'Arras, Prévôt de St-Donat à Bruges.
Il fut promu évêque d'Arras par Clément VII le 6 septembre 1392.
En tant qu'évêque d'Arras il fait bâtir la tour de la cathédrale et agrandit le palais épiscopal tout en enrichissant le trésor de la cathédrale par ses nombreux dons.